# Àlgebra egípcia
En la història de les matemàtiques, l'àlgebra egípcia es refereix a l'àlgebra que va ser desenvolupada i utilitzada en l'antic Egipte. Les Matemàtiques egípcies antigues abasten un període que s'estén aproximadament des de l'any 3.000 aC a l'any 300 aC.
Només tenim un nombre limitat de recursos (problemes) de l'antic Egipte que afecten l'àlgebra. Els problemes de naturalesa algebraica apareixen tant en el papir de Moscou com en el papir matemàtic de Rhind així com en diverses altres fonts.

## Fraccions
Les escriptures matemàtiques mostren que els escribans utilitzaven (menys) múltiples comuns per convertir problemes amb fraccions en problemes que usaven enters. Els factors multiplicadors sovint es registraven amb tinta vermella i es denominen nombres auxiliars vermells.

## ProblemesAha, equacions lineals i posició falsa
Els problemes Aha impliquen trobar quantitats desconegudes (referides com a Aha) si la suma de la quantitat i part(s) d'aquests són donats. El papir matemàtic de Rhind també conté quatre d'aquest tipus de problemes. Els problemes 1, 19 i 25 del papir de Moscou són problemes Aha. En el problema del cas 19 es demana calcular una quantitat agafada 1 vegada i mitja i que afegida a 4 doni 10. En altres paraules, en notació matemàtica moderna, són qüestions per a solucionar l'equació lineal: 
{\displaystyle 3/2\times x+4=10.\ }
Solucionar aquests problemes Aha implica una tècnica o mètode anomenat de posició falsa. La tècnica també s'anomena mètode de suposició falsa. L'escriba substituiria una suposició inicial de la resposta al problema. La solució que utilitza la suposició falsa seria proporcional a la resposta real, i l'escrivà trobaria la resposta utilitzant aquesta proporció.

## ProblemesPefsu
Molts dels problemes pràctics continguts en el papir matemàtic de Moscou són problemes pefsu: 10 dels 25. Un pefsu mesura la força de la cervesa feta d'un heqat (antiga unitat de volum egipcia) de gra: 
{\displaystyle {\mbox{pefsu}}={\frac {\mbox{nombre de llesques de pa (o gerres de cervesa)}}{\mbox{nombre de heqats de gra}}}}
Un pefsu més alt significa menys cervesa o pa. El Pefsu s'esmenta a moltes llistes d'oferta. Per exemple el problema 8 es tradueix:
(1) Exemple de calcular 100 llesques de pa de pefsu 20
(2) Si algú diu: “tens 100 llesques de pa de pefsu 20"
(3) Per ser bescanviades per cervesa de pefsu 4
(4) Com 1/2 o 1/4 de cervesa de malta
(5) Primer hem de calcular el gra requerit per les 100 llesques de pa de pefsu 20
(6) El resultat és 5 heqat. A continuació, comptes el que necessites per a una gerra de cervesa com a la cervesa de malta anomenada 1/2 1/4
(7) El resultat és 1/2 de la mesura heqat necessària per la gerra de cervesa elaborada amb gra de l'Alt Egipte
(8) Calcula 1/2 de 5 heqat, el resultat en serà 2 i 1⁄2
(9) Agafa 2 i 1⁄2 quatre vegades
(10) El resultat és 10. Llavors li dius:
(11) La quantitat de cervesa trobada és correcta.

## Progressions geomètriques
L'ús del l'ull d'Horus mostra alguns (rudimentaris) coneixements de progressió geomètrica. Una unitat és escrita 1/2 + 1/4 + 1/8 + 1/16 + 1/32 + 1/64 + 1/64. Però la còpia d'1/64 s'escriu 5 ro; així, es representa 1 = 1/2 + 1/4 + 1/8 + 1/16 + 1/32 + 1/64 + (5 ro). Aquestes fraccions eren utilitzades per a escriure fraccions en termes {\displaystyle 1/2^{k}} de resta especificada en termes de ro, com es mostra, per exemple, a les tauletes de fusta Akhmim.

## Progressions aritmètiques
El coneixement de les progressions aritmètiques és també evident a partir de les fonts matemàtiques.